# Гарі Мартін
Гарі Мартін (англ. Gary Martin, нар. 10 жовтня 1990, Дарлінгтон) — англійський футболіст, нападник ісландського «Сельфосса».

## Ігрова кар'єра
Народився 10 жовтня 1990 року в Дарлінгтоні. Вихованець футбольної школи клубу «Мідлсбро».

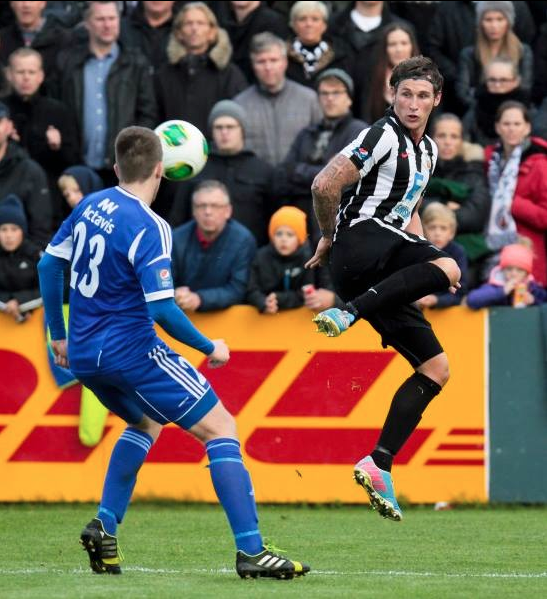
Гарі Мартін у грі за «КР Рейк'явік» 2014 року.

У дорослому футболі дебютував виступами на умовах оренди за угорський «Уйпешт», за який протягом першої половини 2010 року провів дві гри угорської першості.
Влітку того ж 2010 року перебрався до Ісландії, уклавши контракт з «Акранесом». Відразу став одним із найкращих нападником ісландської першості, в якій провів більшу частину наступного десятиріччя. За цей час змінив декілька ісландських команд. Найспішніми були виступи у 2012–2015 роках в складі «КР Рейк'явік», з яким англієць вигравав усі національні футбольні турніри Ісландії. Більшість часу, проведеного у складі «Рейк'явіка», був основним гравцем атакувальної ланки команди і одним із її головних бомбардирів команди, забиваючи майже у кожній другій грі першості. В іграх переможного для «КР Рейк'явік» сезону 2013 року з 13-ма забитими голами став найкращим бомбардиром першості Ісландії
Також протягом 2010-х встиг пограти в Данії за «Єррінг», у Норвегії за «Ліллестрем», у Бельгії за «Локерен», а також на батьківщині у складі «Йорк Сіті», на той час представника Національної ліги Північ, одного із шостих англійських дивізіонів.
Утім найбільшу зацікавленість у послугах Мартіна виявляли все ж ісландські команди. Повернувшись 2019 року до цієї країни, він став гравцем «Валюра», а вже після трьох турів чемпіонату, в яких відзначився двома голами, перейшов до команди «Вестманнаейя». Сумарно за дві команди того сезону відзначився 14-ма голами у 15 іграх і удруге в кар'єрі став найкращим бомбардиром ісландського чемпіонату.
2021 року став гравцем чергового у своїй кар'єрі ісландського клубу, «Сельфосса».

## Статистика виступів

### Статистика клубних виступів
Станом на 19 лютого 2019
| Сезон                    | Клуб                     | Чемпіонат                | Чемпіонат | Чемпіонат | Національний кубок | Національний кубок | Національний кубок | Континентальні кубки | Континентальні кубки | Континентальні кубки | Суперкубки | Суперкубки | Суперкубки | Усього | Усього |
| Сезон                    | Клуб                     | Ліга                     | Ігор      | Голів     | Ліга               | Ігор               | Голів              | Ліга                 | Ігор                 | Голів                | Ліга       | Ігор       | Голів      | Ігор   | Голів  |
| ------------------------ | ------------------------ | ------------------------ | --------- | --------- | ------------------ | ------------------ | ------------------ | -------------------- | -------------------- | -------------------- | ---------- | ---------- | ---------- | ------ | ------ |
| лют.-черв. 2010          | «Уйпешт»                 | ЧУ                       | 2         | 0         | КУ                 | 1                  | 0                  | -                    | -                    | -                    | -          | -          | -          | 3      | 0      |
| лип.-груд. 2010          | «Акранес»                | 1Д                       | 9         | 10        | КІ+КЛ              | ?                  | ?                  | -                    | -                    | -                    | -          | -          | -          | 9+     | 10+    |
| січ.-серп. 2011          | «Акранес»                | 1Д                       | 16        | 9         | КІ+КЛ              | ?                  | ?                  | -                    | -                    | -                    | -          | -          | -          | 16+    | 9+     |
| серп.-груд. 2011         | «Єррінг»                 | 1Д                       | 0         | 0         | КД                 | 0                  | 0                  | -                    | -                    | -                    | -          | -          | -          | 0      | 0      |
| січ.-лип. 2012           | «Акранес»                | УД                       | 11        | 3         | КІ+КЛ              | ?                  | ?                  | -                    | -                    | -                    | -          | -          | -          | 11+    | 3+     |
| Усього за «Акранес»      | Усього за «Акранес»      | Усього за «Акранес»      | 36        | 22        |                    | ?                  | ?                  |                      | -                    | -                    |            | -          | -          | 36+    | 22+    |
| лип.-груд. 2012          | «КР Рейк'явік»           | УД                       | 11        | 4         | КІ+КЛ              | 2+?                | 2+?                | ЛЧ                   | -                    | -                    | СІ         | -          | -          | 13+    | 6+     |
| 2013                     | «КР Рейк'явік»           | УД                       | 22        | 12        | КІ+КЛ              | 3+?                | 1+?                | ЛЄ                   | 4                    | 1                    | СІ         | 1          | 0          | 30+    | 14+    |
| 2014                     | «КР Рейк'явік»           | УД                       | 21        | 13        | КІ+КЛ              | 5+?                | 2+?                | ЛЧ                   | 2                    | 0                    | СІ         | 1          | 0          | 29+    | 15+    |
| 2015                     | «КР Рейк'явік»           | УД                       | 15        | 5         | КІ+КЛ              | 3+?                | 1+?                | ЛЄ                   | 4                    | 0                    | СІ         | 1          | 0          | 23+    | 6+     |
| Усього за «КР Рейк'явік» | Усього за «КР Рейк'явік» | Усього за «КР Рейк'явік» | 69        | 34        |                    | 13+?               | 6+?                |                      | 10                   | 1                    |            | 3          | 0          | 95+    | 41+    |
| лют.-серп. 2016          | «Вікінгур»               | УД                       | 13        | 5         | КІ+КЛ              | 1+?                | 0+?                | -                    | -                    | -                    | -          | -          | -          | 14+    | 5+     |
| серп.-груд. 2016         | «Ліллестрем»             | ЕС                       | 10        | 4         | КН                 | -                  | -                  | -                    | -                    | -                    | -          | -          | -          | 10     | 4      |
| січ.-черв. 2017          | «Локерен»                | Д1                       | 14        | 0         | КБ                 | -                  | -                  | -                    | -                    | -                    | -          | -          | -          | 14     | 0      |
| лип.-жовт. 2017          | «Локерен»                | Д1                       | 0         | 0         | КБ                 | 0                  | 0                  | -                    | -                    | -                    | -          | -          | -          | 0      | 0      |
| Усього за «Локерен»      | Усього за «Локерен»      | Усього за «Локерен»      | 14        | 0         |                    | 0                  | 0                  |                      | -                    | -                    |            | -          | -          | 14     | 0      |
| лист.-груд. 2017         | «Йорк Сіті»              | НЛП                      | 3         | 0         | -                  | -                  | -                  | -                    | -                    | -                    | -          | -          | -          | 3      | 0      |
| 2018                     | «Ліллестрем»             | ЕС                       | 19        | 2         | КН                 | 4                  | 3                  | ЛЄ                   | 2                    | 0                    | СН         | 1          | 0          | 26     | 5      |
| Усього за «Ліллестрем»   | Усього за «Ліллестрем»   | Усього за «Ліллестрем»   | 29        | 6         |                    | 4                  | 3                  |                      | 2                    | 0                    |            | 1          | 0          | 36     | 9      |
| 2019                     | «Валюр»                  | УД                       | 0         | 0         | КІ+КЛ              | 0                  | 0                  | ЛЧ                   | 0                    | 0                    | СІ         | 0          | 0          | 0      | 0      |
| Усього за кар'єру        | Усього за кар'єру        | Усього за кар'єру        | 156       | 67        |                    | 19+                | 9+                 |                      | 12                   | 1                    |            | 4          | 0          | 191+   | 77+    |

## Титули і досягнення

### Командні
- Чемпіон Ісландії (1):

«КР Рейк'явік»: 2013
- Володар Кубка Ісландії (2):

«КР Рейк'явік»: 2012, 2014
- Володар Суперкубка Ісландії (2):

«КР Рейк'явік»: 2014

### Особисті
- Найкращий бомбардир чемпіонату Ісландії (2):

2014 (13 голів), 2019 (14 голів)